# Реакция Соммле
Реакция Соммле — метод синтеза альдегидов взаимодействием соединений, содержащих галогенметильную группу, с гексаметилентетрамином (уротропином) с образованием и последующим гидролизом образующейся четвертичной аммонийной соли, открыта в 1913 г. Марселем Соммле
:
{\displaystyle ArCH_{2}Hal{\xrightarrow[{}]{(CH_{2})_{6}N_{4}}}[ArCH_{2}-N(CH_{2})_{6}N_{3}]^{+}Hal^{-}{\xrightarrow[{H^{+}}]{H_{2}O}}ArCHO}

## Механизм реакции
Реакция проходит в несколько стадий. Первая стадия — это реакция Делепина, в которой уротропин алкилируется галогенметильным соединением, и образовавшаяся четвертичная аммонийная соль (уротропиновая соль) далее гидролизуется до первичного амина:
Образовавшийся амин далее реагирует в присутствии воды с метиленимином CH2=NH с перемещением гидрид-иона от метиленовой группы амина к метиленамину с образованием метиламина и соответствующего имина, который далее гидролизуется до альдегида:
{\displaystyle {\mathsf {RCH_{2}NH_{2}+CH_{2}{\text{=}}NH\rightarrow RCH{\text{=}}NH+CH_{3}NH_{2}}}}
{\displaystyle {\mathsf {RCH{\text{=}}NH+H_{2}O\rightarrow RCHO+NH_{3}}}}
Образующийся в ходе реакции Делепина амин также может реагировать с формальдегидом, образующимся при гидролизе уротропина с образованием основания Шиффа:
{\displaystyle {\mathsf {RCH_{2}NH_{2}+HCHO\rightarrow RCH_{2}N{\text{=}}CH_{2}+H_{2}O}}}
которое далее реагирует с первичным амином в присутствии воды с образованием альдегида и метиламина:
{\displaystyle {\mathsf {RCH_{2}N{\text{=}}CH_{2}+RCH_{2}NH_{2}+H_{2}O\rightarrow RCHO+RCH_{2}NHCH_{3}+NH_{3}}}}
Такое направление реакции является побочным, но, поскольку метилирование аммиака с образованием метиламина и метилирование амина, образующегося в ходе реакции Делепина, являются конкурирующими процессами, то увеличение количества уротропина увеличивает выход альдегида.

## Применимость и модификации
Реакция Соммле применима для синтеза альдегидов из большинства бензилгалогенидов, за исключением пространственно затрудненных (замещенных в обоих орто-положениях) бензилгалогенидов: в этом случае реакция не идет.  Реакция также затруднена в случае несущих сильные электронакцепторные или электрондонорные заместители бензилгалогенидов: так, например, 2,4-динитробензальдегид невозможно получить в условиях реакции Соммле.
Синтез ароматических гидроксиальдегидов также затруднен, так как в условиях реакции из-за активирования гидроксильной группой ароматического кольца происходит конденсация формальдегида и метиленимина с фенолами, однако присутствие электронакцепторных групп в бензилгалогениде может компенсировать донорное влияние гидроксильных групп. Так, нитрооксибензальдегиды могут быть синтезированы из соответствующих бензилгалогенидов, 3,5-дихлор-2-оксибензилхлорид в условиях реакции Соммле также дает соответствующий альдегид с хорошим выходом, однако 3-хлор-4-оксибензальдегид образуется из З-хлор-4-оксибензилхлорида с низким выходом.
При синтезе гидроксибензальдегидов по Соммле для устранения нежелательного влияния гидроксильной группы используют её ацилирование, в условиях реакции ацильная группа отщепляется.
Реакция также применима для синтеза гетероциклических альдегидов, так, тиофен-3-альдегид синтезируется с хорошим выходом.
В практике синтеза применяется и модификация Ле Энаффа, в которой в реакцию с уротропином вводится соответствующий метиленимин. Так, случае пиридинов галогенметильные производные неустойчивы из-за межмолекулярной кватернизации, в этом случае вместо них в реакцию Соммле вводят их аминометильные производные (например, синтезируемые восстановлением соответствующих нитрилов), альдегиды образуются с хорошими выходами.